# 嚴島之戰
嚴島之戰（日语：厳島の戦い）是位於日本中國地方安藝國嚴島的一場戰爭，爆發時間是天文24年農曆十月初一日（1555年10月16日）。對戰雙方的將領是毛利元就及陶晴賢。最後毛利軍取得勝利。

## 背景
1551年，大內氏大內義隆遭到陶隆房（後來改名為晴賢）推翻，並推舉大內義長為大內氏當主，雖然最初陶晴賢仍表示與毛利家友好，但毛利氏決定不理會，更解除了與大內氏的聯盟關係。後來陶晴賢開始與毛利軍交戰，毛利軍佔了上風，毛利軍在折敷畑之戰大敗陶軍，使大內氏失去了安藝國的控制權。
一方面，本屬大內家的津和野城主吉見正賴，因陶晴賢反逆弒君一事深感不滿，於是在居城舉兵聲討陶晴賢。兩方持續對峙，戰況陷入膠著。毛利元就則於此時與吉見正賴結為同盟，互相呼應之外，更兩方施展反間計，先是引發新宮黨事件，使尼子國久與其子尼子誠久等遭到主公尼子晴久的肅清，此舉無疑重傷了尼子家的軍力，使元就解除了一個後顧之憂；另一方面，借陶晴賢之手，除掉了自身頗為忌憚的大內家名將江良房榮，至此元就開始逐步策劃打敗陶晴賢的戰略。
1555年初，毛利氏在嚴島築起宮尾城，目的是引誘陶晴賢前來進攻。
為了吸引陶晴賢前往嚴島，毛利元就想了多個對策，他安排陶晴賢叛將己斐直之和新里宮內少輔駐守。也假裝感嘆宮尾城是個失誤，故意漏出風聲如果晴賢前來進攻的話，必定會被攻下。加上安排家臣桂元澄假裝向陶晴賢串通，合作攻擊宮尾城。此時毛利元就更盤算陶晴賢一定會前來攻打宮尾城。
此外，元就更派遣使者向駐守於能島的伊予水軍頭領村上武吉、來島通康請求援軍，元就提出「只借兵一天」的條件，順利地說服了村上武吉參戰。目的是封鎖瀨戶內海，阻止陶晴賢逃離嚴島。

## 戰爭
陶晴賢在戰前的軍議主張海戰，而家臣弘中隆兼提議由陸路進攻，三浦房清則提議海路。最後決定接納海路的提議。9月21日（10月6日），陶晴賢在嚴島上岸，兵力約2、3萬左右，並包圍宮尾城，大本營在塔岡，毛利元就則在附近草津城集結，兵力約四五千多左右。為了打敗陶晴賢，毛利元就想到了迂迴作戰的方法，在伊予及來島水軍協助下，派遣一隊船隊冒著暴風雨之下在夜晚於嚴島東南方的包之浦上岸，除了毛利元就乘座的船隻外，其他船隻不燃點任何燈火，最終成功抵達嚴島，而小早川隆景隊則假裝成宗像及秋月的援軍，在島的北部嚴島神社附近上岸。
10月1日凌晨，當毛利元就估計陶晴賢在那天發動總攻擊時，毛利軍開始進行奇襲，從包之浦出發，穿越山林地行經博弈尾，自側面向陶軍發起攻擊，無法估計毛利軍上岸的陶晴賢大軍陷入混亂狀態，陶晴賢嘗試逃離嚴島，但是海路已經被毛利軍封鎖，在找不到船隻下在混戰中自盡身亡。而戰事也維持數天，直到10月4日家臣弘中隆兼在龍窟抗戰失敗身亡，戰事到此結束。10月5日毛利軍離開嚴島，返回櫻尾城凱旋回歸。

## 影響
失去了陶晴賢之后，大內氏實力被大幅削弱，1557年毛利元就於防長經略中派兵包圍且山城，大內氏大名大內義長（大友義鎮的同父異母弟，本名大友晴英）自盡身亡。而毛利氏後來曾與義長的實父大友氏 交鋒，不分勝負。